# Dvůr (prostranství)

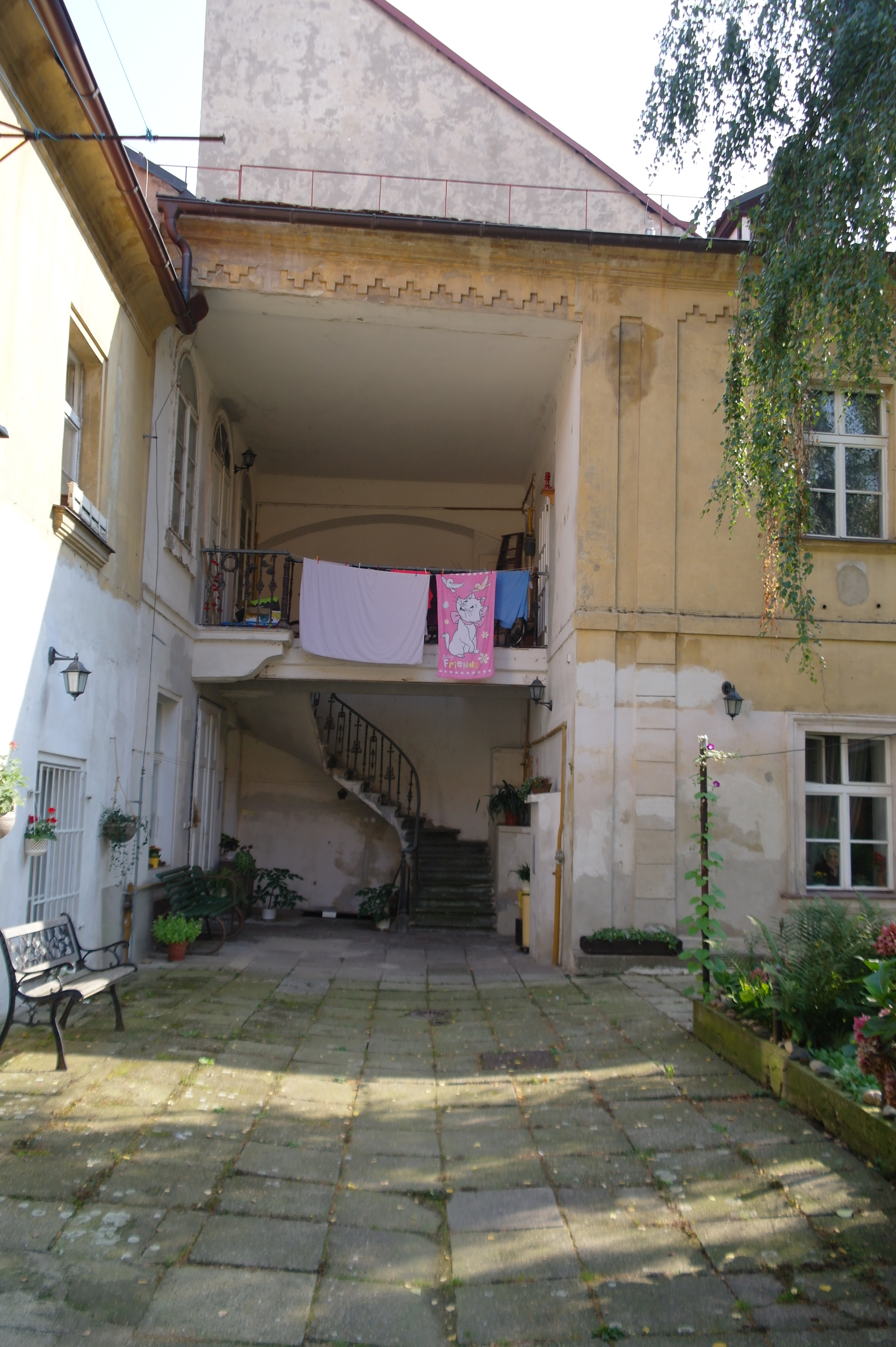
Dvorek na faře V jirchářích 152/14, Nové Město, Praha

Dvůr (zdrobněle též dvorek nebo dvoreček) označujeme uzavřené prostranství, které se nachází mezi budovami, které jej zcela nebo z větší části obklopují. U historických budov a paláců bývá větší volné prostranství označováno podobným pojmem nádvoří. V antických dobách mívaly obytné domy zvláštní dvorek, který byl označován slovem atrium.
Dvůr je typický zejména u hospodářských objektů (např. továrna či jiná výrobna, zemědělský areál apod.). V moderní zástavbě pak uzavřený dvorek v bloku obytných domů někdy označujeme souslovím vnitroblok. Dvůr opatřený prosklenou střechou může být označen slovem atrium nebo dvorana.

## Příklady historických objektů
- Týn v Praze na Starém Městě, jenž kdysi sloužil jakožto celnice a obchodní místo
- Vlašský dvůr v Kutné Hoře